# Antipater (Macedonië)
Antipater (Oudgrieks: Ἀντίπατρος, Antípatros) (ca. 397 v.Chr. - 319 v.Chr.) was een van de veldheren van Philippus II van Macedonië en later ook van Alexander de Grote.
Als generaal had hij zijn bekwaamheid en trouw weten te bewijzen, zodat Alexander hem gedurende zijn buitenlandse veldtochten als stadhouder van Macedonië en Griekenland achterliet. Tijdens deze periode wist hij zich ook te onderscheiden. Hij beëindigde een opstand van de Thraciërs en versloeg de Lacedaemoniërs, die onder Agis III van Sparta Griekenland van de Macedonische heerschappij trachtten te bevrijden, in de Slag bij Megalopolis (330 v.Chr.).
In 324 v.Chr. riep Alexander, ongeduldig geworden door de herhaalde klachten van zijn moeder Olympias, die steeds met Antipater in onmin was, hem naar Azië. Door zijn dood in 323 v.Chr. bleef dit bevel echter onuitgevoerd, vandaar het verhaal dat Antipater Alexander door vergif zou hebben laten doden.
Na de dood van Alexander verenigden de Grieken zich weer om zich van Macedonië los te maken. Antipater werd in Lamia ingesloten (323 v.Chr.), maar de komst van Leonnatus noodzaakte de belegeraars hem uit de stad te laten trekken. Met de hulp van Craterus versloeg hij vervolgens het Griekse leger bij Crannon en maakte daarmee een einde aan de Lamische Oorlog (322 v.Chr.).
Antipater verenigde zich met Antigonus, Craterus en Ptolemaeus tegen Perdiccas, die ernaar streefde zich van de regering over het hele rijk meester te maken.
Toen Perdiccas was vermoord, werd hij tot rijksbestuurder benoemd (320 v.Chr.). In het volgende jaar stierf hij, nadat hij Polyperchon als zijn opvolger had aangewezen.

## Referentie
- art. Antipater (1), in J.G. Schlimmer - Z.C. De Boer, Woordenboek der Grieksche en Romeinsche Oudheid, Haarlem, 19203, pp. 61-62.